# Churchillplein (Den Haag)
Het Churchillplein is een plein in de Nederlandse gemeente Den Haag, in het noorden van de wijk Zorgvliet. Het plein wordt begrensd door de Eisenhowerlaan en de Johan de Wittlaan. Het plein is vernoemd naar de Britse staatsman Winston Churchill.

## Gebouwen
- Churchillplein 1: Aegongebouw, Internationaal Restmechanisme voor Straftribunalen
- Churchillplein 10: World Forum The Hague, of kortweg World Forum.  In dit gebouw vindt op 24 en 25 juni 2025 het jaarlijkse topoverleg plaats van de Noord-Atlantische Verdragsorganisatie (NAVO), onder voorzitterschap van de Nederlandse oud-premier Mark Rutte. Deze NAVO-top is de eerste op Nederlandse bodem sinds de oprichting van de NAVO in 1949.

## Buitenkunst

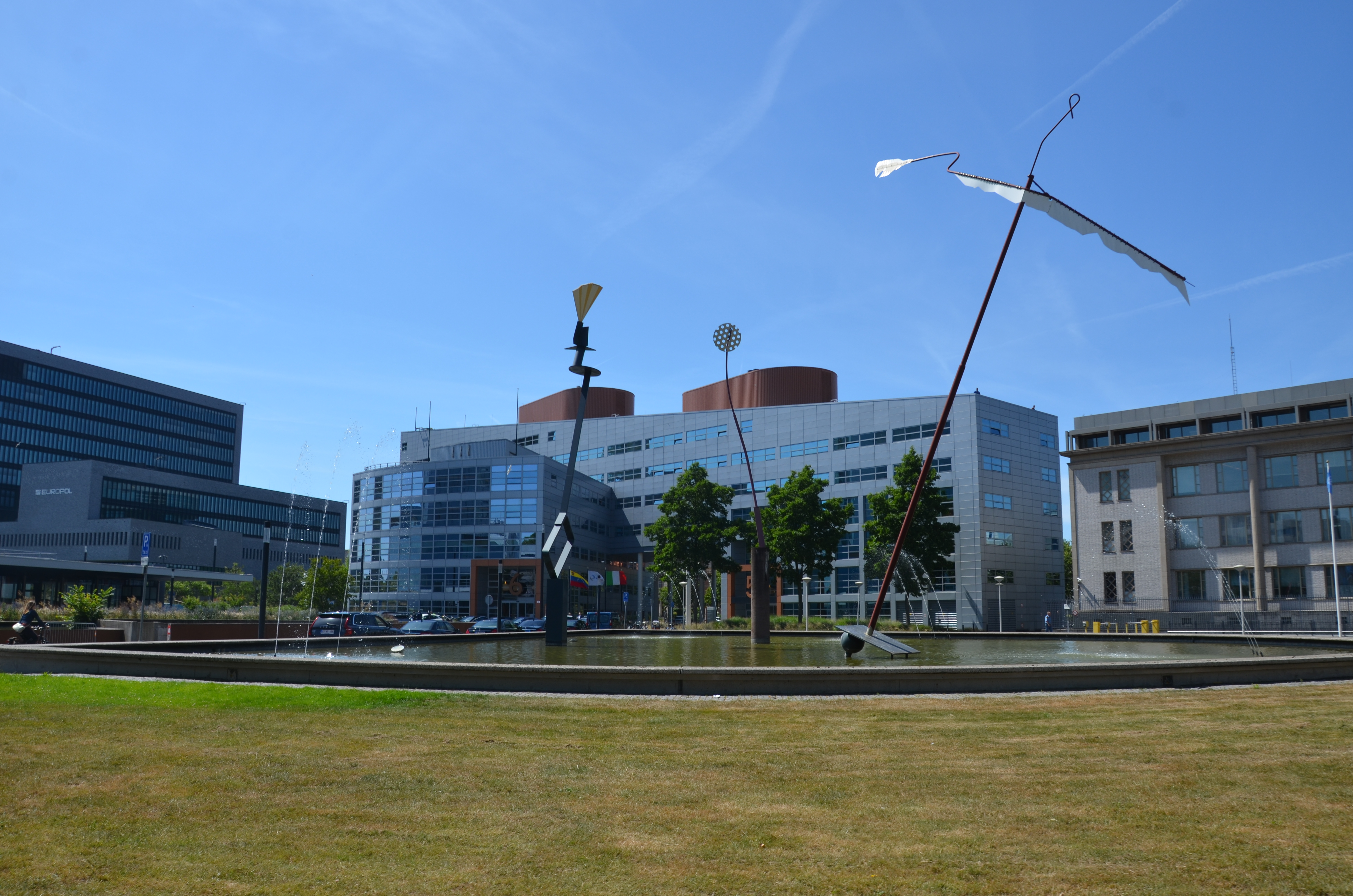
Zonder titel, Auke de Vries, 2003

- De vier elementen, Jan Havermans, 1955
- Zonder titel, Auke de Vries, beschilderd metaal, 2003